# Ma Kui
Ma Kui ou Ma K'ouei ou Ma K'uei  est un peintre chinois du XIIe et XIIIe siècles originaire de Hezhong, province du Shanxi. Ses dates de naissance et de décès ne sont pas connues, pas plus que sa vie privée ou professionnelle, on sait qu'il est actif à la fin du douzième  et début treizième siècles.

## Biographie
Ma Kui est le fils de Ma Shirong et petit-fils de Ma Fen, il est lui aussi membre de l'Académie de peinture. C'est un peintre de paysage, de figures, de fleurs et d'oiseaux.

## L'Académie de peinture des Song du Sud
Tous les anciens thèmes connaissent un renaissance sous le nouveau gouvernement, et nombre de sujets inédits sont adaptés à la nouvelle image du renouveau dynastique. Les anciens récits historiques narrant les épreuves, la survie et la renaissance impériales se développent tout particulièrement. L'Académie impériale de peinture fraîchement reconstituée, et de nouveaux talents sont attirés dans la belle et florissante capitale de Hangzhou. La peinture qui s'y développe et y prospère est d'abord patronnée par les membres de la famille impériale, notamment par de puissantes impératrices et leur parentèle et par plusieurs empereurs particulièrement attentifs aux pouvoirs de l'art. La peinture est essentiellement une profession manuelle, ou une tradition artisanale, maintenue avec succès sur de longues périodes par des familles d'artisans. La plus célèbre de ces familles de la période Song est la famille Ma, de Hezhong dans le Shanxi.

## La famille Ma
Ma Kui, fils de Ma Shirong, a un frère, Ma Yuan, illustre peintre  le plus connu de cette famille.  Tous, suivent l'exemple de leurs parents et arrière-parents dans la fonction de peintre « attendant les ordres » de l'empereur. Les Ma travaillent de préférence à l'encre.

## Musées
- Boston (Mus. of Fine Arts):
  - Bâtiments de temple au bord de la mer, éventail.
- Kyōto (Temple Chishaku-In):
  - Hauts sommets s'élevant au-dessus d'un ruisseau, grands arbres au premier plan, copie datant probablement de la dynastie Yuan.
- Taipei (Nat. Palace Mus.):
  - Fleur de pivoine et papillons, éventail.
  - Moulin à eau sous les saules, feuille d'album, attribution.